# 陳偉超
陳偉超（英語：Chan Wai Chiu，1966年12月23日—），花名超仔、鐵鏟超，是香港一名已退役足球員，司職左後衛，亦可客串擔任中堅，並且曾經是香港足球代表隊主力左後衛。

## 球員生涯
陳偉超早年畢業於聖公會聖提摩太小學（1979年小六）及天主教培聖中學（1984年中五）。他出身香港體育學院足球部，其後加盟東昇開始在甲組聯賽亮相，東昇於1986年護級失敗降落乙組後，轉投花花。
1988年「上山」加盟南華，1994年斷腳後失去正選位置，在效力了9個球季後，於1997年轉會加盟星島，一季後再轉投好易通。
好易通於1999年宣布退出，陳偉超遂跟隨周氏兄弟加盟新加入甲組的晨曦，改任中堅，並效力至掛靴。

## 國際賽
陳偉超於1987年港澳埠際足球賽首次入選香港足球代表隊，自此成為香港隊常規入選球員，代表香港隊參加過多項足球比賽，包括：省港盃、滬港盃、亞洲盃外圍賽、世界盃外圍賽、亞運會足球賽等賽事。
1997年，第八屆全運會在上海舉行，香港首次派隊參賽，陳偉超以超齡球員身份入選香港隊參加足球比賽。

## 個人榮譽
- 香港足球明星選舉最佳十一人 一次(1992-93季度)